# Хуманистичка педагошка теорија
Основа хуманистичке педагошке теорије јесте васпитање човека као појединца, користећи се научним тумачењем наставних садржаја, с акцентом на принципу очигледности и егзактности, с примерима из природе и свакодневног живота.,
Хуманизам је оживео лаичко образовање, потиснуо схоластику, латински језик је поправљен по класичним узорима итд. У вези с хуманизмом је и реформација, јер је представљала побуну ослобађања личности против црквене стеге и догми. У XVII веку, пошто се губио у пуком формализму, хуманизам се у Немачкој морао повући пред животним реализмом, који је водио рачуна о професионалним и сталешким интересима и достигнућима природних наука; у Немачкој књижевности значајан допринос су дали: Лесинг, Хердер, Вилау, Гете, Шилер и др. Цео покрет је тежио да уздигне индивидуу на висину чисте човечности.

## Представници и одлике хуманистичке педагогије
Ренесанса је, између осталог, донела и процват педагошкој мисли. Истичу се Виторино да Фелтре, Еразмо Ротердамски, Хуан Луис Вивес, Франсоа Рабле и други. Оно на чему хуманисти посебно инсистирају јесте обогаћивање садржаја о којима ће се учити, посебно природних наука и историје које су у претходном периоду биле запостављене, нове методе васпитавања, другачији однос према детету, чије потребе и могућности сада постају важне, увођење обавезног физичког васпитања итд., Томас Мор даје своје утопијско виђење васпитања које је послужило као основа будућем социјалистичком поретку.
Виторино де Фелтре је био истакнути италијански педагог и први велики практичар италијанске педагогије, рођен 1378. у Фелтре у Италији, преминуо 2. фебруара 1466. у Мантови. На позив мантовског грофа Гонзаге, 1424. године Виторино организује основну школу под називом „Дом радости“ и прослављује се као отац све хуманости и као први наставник новог типа. Школа је имала око осамдесет ученика из свих крајева Италије и то су, пре свега, била деца из богатог друштва, међутим он је примао и даровиту децу из сиромашних породица на бесплатно школовање. Школа је придавала велики значај физичком васпитању и упознавању индивидуалних особина ученика како би се према њима поступало у васпитању.
Франсоа Рабле, свештеник и лекар, правник, природњак, широког спектра знања и интересовања, био је критичар цркве и схоластике, инсистира на увођењу очигледности, посматрања и разговора у настави. Истиче значај естетског васпитања. У свом делу Гаргантуа и Пантагруел, он на сатиричан начин слика феудални поредак. Осуђујући стари начин образовања он одбацује све што смета слободном развоју човекове активности. Рабле код ученика развија научни дух и залагао се за зрелост духа.
Хуманистички приступ процесу васпитања и образовања дубоко је укорењен у хуманистичком схватању личности. Сваког појединца треба прихватити као јединствену личност, јер су сви људи добри и они имају потребне предиспозиције за лични развој.